# Teodor Fryderyk Gundelach

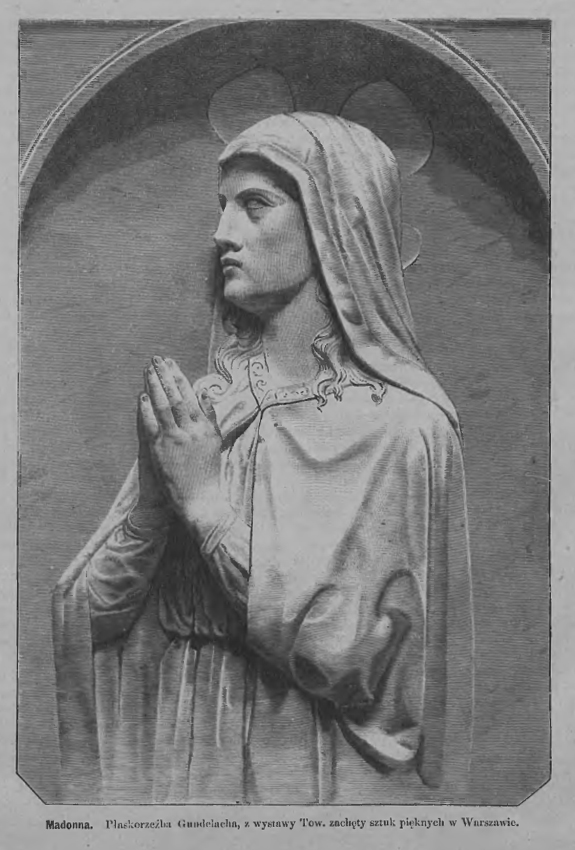
Teodor Gundelach, Madonna, 1871, płaskorzeźba (ilustracja z „Tygodnika Illustrowanego”, 8, 1871)

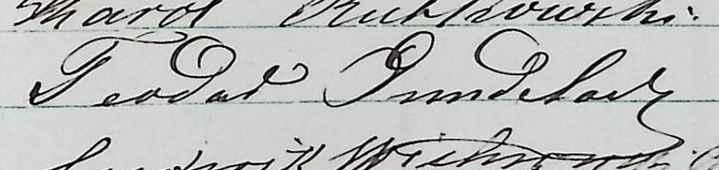
Podpis Teodora Gundelacha w repertorium notariusza Ludwika Wichrowskiego w Warszawie, 1876

Teodor Fryderyk Gundelach (ur. 9 listopada 1847 w Warszawie, zm. 16 września 1923 w Warszawie) – przemysłowiec, obywatel m. st. Warszawy, rzeźbiarz.

## Życiorys
Wykształcenie zdobywał w warszawskiej Klasie Rysunkowej i pracowniach Cenglera i Zaleskiego. W 1869 roku otrzymał stypendium Towarzystwa Zachęty Sztuk Pięknych i wyjechał na naukę do Florencji i Wenecji. W 1874 roku mieszkał we Florencji pod adresem Via delle Lame 14. Jego prace były prezentowane m.in. na wystawie w Towarzystwie Zachęty Sztuk Pięknych. Około 1875 zakończył karierę artystyczną i skupił się na prowadzeniu Fabryki wyrobów kamiennych i rzeźbiarskich przy ulicy Dzikiej 45 w Warszawie. Pierwszym zleceniem było wykonanie w piaskowcu ozdoby fasady budynku Towarzystwo Kredytowego w Lublinie. Ważniejszymi pracami były Arka dla Synagogi na Tłomackiem oraz ołtarze, chrzcielnica i inne ozdoby dla Kościoła Świętych Apostołów Piotra i Pawła w Warszawie. W pracowni Gundelacha powstawały także okazałe nagrobki. W 1895 wraz z innymi rzeźbiarzami i właścicielami zakładów kamieniarskich podpisał deklarację bezinteresownego wykonania Wielkiego ołtarza w kościele św. Karola Boromeusza na Powązkach.
9 listopada 1897 roku został założony Cech rzeźbiarzy i kamieniarzy, a pierwszym starszym cechu został Teodor Gundelach. W 1905 roku Teodor Gundelach sprzedał swój zakład kamieniarski Ludwikowi Pyrowiczowi. Był zaangażowany w działalność dobroczynną.
Teodor Gundelach pochodził ze znanej rodziny przemysłowców warszawskich. Jego rodzicami byli Fryderyk Franciszek Gundelach (1811-1861) i Anna z domu Müller (1821-1901). W 1876 roku poślubił Józefinę Rutkowską (1858-1882), a po jej śmierci w 1885 roku Helenę Józefę Mück (1866–?).

## Twórczość
- Wypukłorzeźba z wizerunkiem Madonny, Wenecja (1869-1871)[34]
- Płaskorzeźba chłopca w słomianym kapeluszu, Lato, Florencja (1869-1871)[35]
- Rzeźba z marmuru kararyjskiego, Amor, (1873)[36][37][38]
- Marmurowy portret dra Agafonowa, (1873)[36]
- Popiersie dziewczyny, Niewinność (1874)[36]
- Posąg nagiej siedzącej dziewczyny, wróżącej z płatków róży, Marzycielka (1875)[39]
- Medalion gipsowy z wizerunkiem Włoszki (1875)[40]
- Posąg kobiety w stroju ślubnym, Narzeczona (1876)[41] - nie wiadomo czy ukończony

Prace Fabryki wyrobów kamiennych i rzeźbiarskich":
- Arka z czarnego marmuru dla Synagogi[11][12] na Tłomackiem (1883)
- Ołtarze marmurowe, chrzcielnica, pinakle z piaskowca do Kościoła Świętych Apostołów Piotra i Pawła[42] (1885)
- Nagrobki stojące na Powązkach: Antoniego Tischlera (?-1883) - obelisk z repliką weneckiej płaskorzeźby Madonna; Stanisława Deutschmanna (1892); Aleksandra Zarzyckiego (?-1895)[36]